# آنا ماريا إلفيا
آنا ماريا إلفيا (بالسويدية: Anna Maria Elvia)‏ هي كاتِبة سويدية، ولدت في 20 فبراير 1713 في أوبسالا في السويد، وتوفي بنفس المكان في 8 مايو 1784.